# نظام اليورو

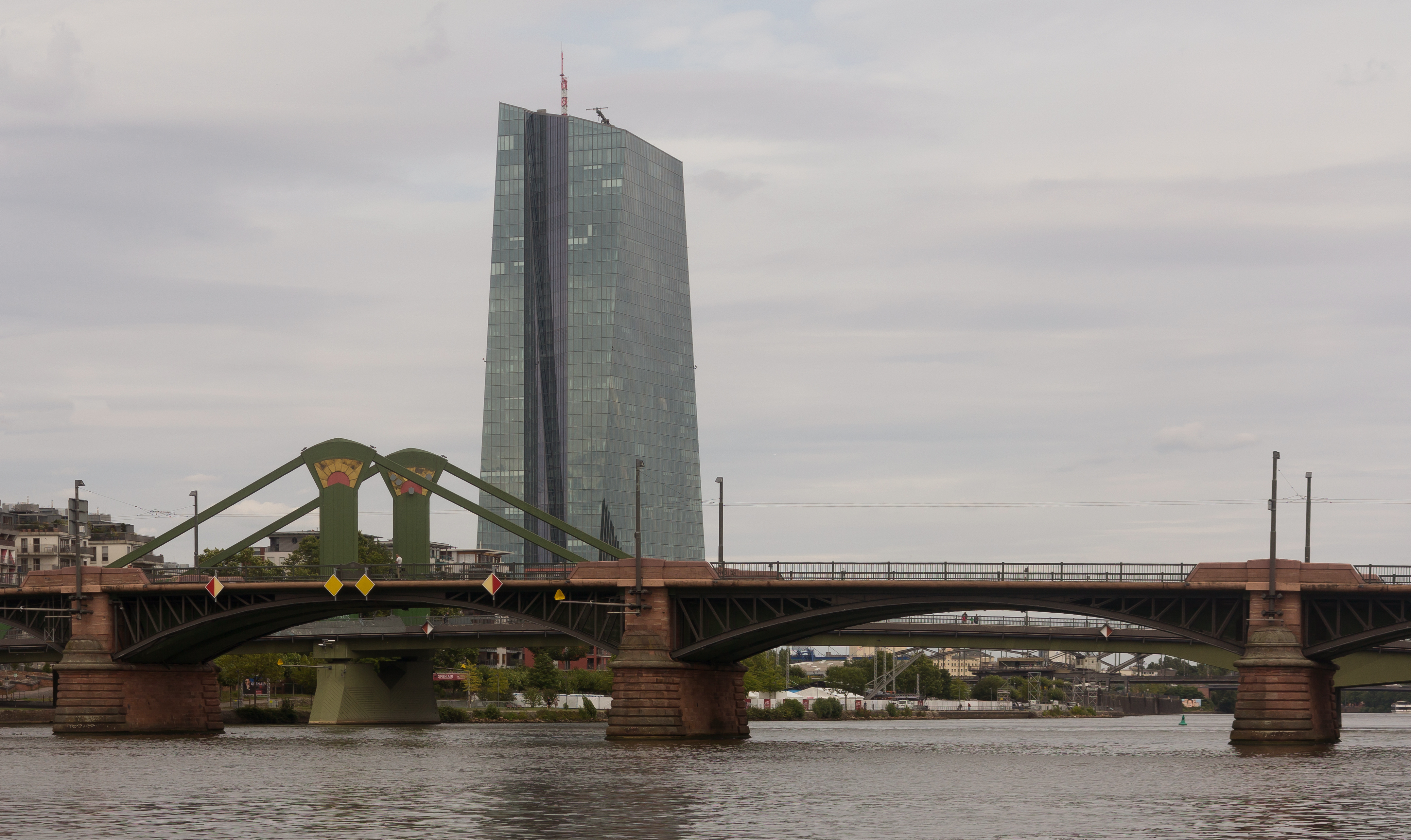
البنك المركزي الأوروبي في فرانكفورت

نظام اليورو (بالإنجليزية: Eurosystem)‏ هي السلطة النقدية في منطقة اليورو، وهي مجموعة الدول الأعضاء في الاتحاد الأوروبي التي اعتمدت اليورو كعملة رسمية وحيدة. يتمتع البنك المركزي الأوروبي، بموجب المادة 16 من نظامه الأساسي، بالحق الاستئثاري في التصريح بإصدار الأوراق النقدية باليورو. يمكن للدول الأعضاء إصدار عملات باليورو، ولكن يجب أن يكون المبلغ المصرح به من قبل البنك المركزي الأوروبي مسبقًا.
يتكون نظام اليورو من البنك المركزي الأوروبي والبنوك المركزية الوطنية (NCB) من الدول الأعضاء الـ 19 التي تعد جزءًا من منطقة اليورو. تطبق البنوك المركزية الوطنية السياسة النقدية للبنك المركزي الأوروبي. الهدف الرئيسي للنظام الأوروبي هو استقرار الأسعار. الأهداف الثانوية هي الاستقرار المالي والتكامل المالي. يقول بيان مهمة نظام اليورو أن البنك المركزي الأوروبي والبنوك المركزية الوطنية تساهم بشكل مشترك في تحقيق الأهداف.
يعتبر نظام اليورو مستقل. فعند القيام بالمهام المتعلقة بنظام اليورو، لا يجوز للبنك المركزي الأوروبي ولا البنك الأهلي التجاري ولا أي عضو في هيئات صنع القرار التماس أو الحصول على تعليمات من أي هيئة خارجية. ولا يجب أن تسعى مؤسسات المجتمع وهيئاته وحكومات الدول الأعضاء إلى التأثير على أعضاء هيئات صنع القرار في البنك المركزي الأوروبي أو هيئات التنسيق الوطنية في أداء مهامهم.
يتميز نظام اليورو عن النظام الأوروبي للبنوك المركزية (ESCB)، والذي يضم البنك المركزي الأوروبي والبنوك المركزية لجميع الدول الأعضاء في الاتحاد الأوروبي البالغ عددها 27 دولة، بما في ذلك تلك التي ليست جزءًا من منطقة اليورو.

## المهام
وفقًا للمعاهدة المنشئة للسوق الأوروبية المشتركة والنظام الأساسي للنظام الأوروبي للبنوك المركزية والبنك المركزي الأوروبي، فإن الهدف الأساسي لنظام اليورو هو الحفاظ على استقرار الأسعار. دون المساس بهذا الهدف، يدعم نظام اليورو السياسات الاقتصادية العامة في المجتمع ويعمل وفقًا لمبادئ اقتصاد السوق المفتوح.
المهام الأساسية التي يقوم بها نظام اليورو هي (المادة 127 TFEU):
- لتحديد وتنفيذ السياسة النقدية المشتركة لمنطقة اليورو
- لإجراء عمليات الصرف الأجنبي
- لعقد وإدارة الاحتياطيات الأجنبية الرسمية للدول الأعضاء في منطقة اليورو
- لتعزيز التشغيل السلس لأنظمة الدفع.

بالإضافة إلى ذلك، يساهم نظام اليورو في الإدارة السلسة للسياسات التي تتبعها السلطات المختصة فيما يتعلق بالإشراف التحوطي لمؤسسات الائتمان واستقرار النظام المالي.
يلعب البنك المركزي الأوروبي دورًا استشاريًا تجاه المجتمع والسلطات الوطنية في الأمور التي تندرج ضمن مجال اختصاصه، لا سيما فيما يتعلق بالتشريعات المجتمعية أو الوطنية. يضطلع البنك المركزي الأوروبي، بمساعدة من هيئات التنسيق الوطنية، بمهمة جمع المعلومات الإحصائية اللازمة إما من السلطات الوطنية المختصة أو مباشرة من الوكلاء الاقتصاديين لتمكين المجلس من أداء مهامه.

## الأعضاء الحاليين
- البنك المركزي الأوروبي

### البنوك المركزية الوطنية
| البلد     | البنك                   |
| --------- | ----------------------- |
| النمسا    | البنك المركزي النمساوي  |
| بلجيكا    | البنك الوطني البلجيكي   |
| قبرص      | بنك قبرص المركزي        |
| استونيا   | بنك استونيا             |
| فنلندا    | بنك فنلندا              |
| فرنسا     | بنك فرنسا               |
| ألمانيا   | البنك الاتحادي الألماني |
| اليونان   | بنك اليونان             |
| أيرلندا   | البنك المركزي الأيرلندي |
| إيطاليا   | بنك إيطاليا             |
| لاتفيا    | بنك لاتفيا              |
| ليتوانيا  | بنك ليتوانيا            |
| لوكسمبورغ | بنك لوكسمبورغ المركزي   |
| مالطا     | بنك مالطا المركزي       |
| هولندا    | البنك المركزي الهولندي  |
| البرتغال  | بنك البرتغال            |
| سلوفاكيا  | البنك الوطني السلوفاكي  |
| سلوفينيا  | بنك سلوفينيا            |
| إسبانيا   | بانكو دي إسبانيا        |

## روابط خارجية
- البنك المركزي الأوروبي - نظام اليورو - مجلس الإدارة
- البنك المركزي الأوروبي - نظام اليورو - المجلس التنفيذي
- قائمة مواقع البنوك المركزية في نظام اليورو
- نظام الدفع